# Nanasipau'u Tuku'aho
Nanasipauʻu Tukuʻaho (nata Vaea; Nukuʻalofa, 8 marzo 1954) è la regina consorte delle Tonga dal 2012, come moglie di Tupou VI.

## Biografia

### Istruzione e famiglia
La regina Nanasipau'u è nata a Nukuʻalofa nel 1954, come primogenita dei baroni Sia'osi Tu'ihala Alipate Tupou e Tuputupu Vaea (1930-2021).
Ha due sorelle e tre fratelli: Luseane (1955), ʻAlipate (1957), ʻAmelia (1959), Moimoikimofuta (1961-2011) ed Etuate (1963-1986).
Studiò prima nel suo paese natale, al Queen Salote College di Nukuʻalofa, e in seguito a Melbourne e in Inghilterra. L'11 dicembre 1982 sposò il cugino di secondo grado ʻAhoʻeitu presso la cappella reale di Nukuʻalofa.

### Attività
Nel 1999 raccolse gli scritti poetici e musicali della prozia Salote Tupou III con le studiose Adrienne Lois Kaeppler, Elizabeth Wood e Melenaite Taumoefolau, per poi pubblicarli nel 2004.
Ha ricoperto l'incarico di presidente internazionale dell'Associazione delle Donne del Pan-Pacifico e del Sud-est asiatico (PPSEAWA) dal 2000 fino al 2004, anno in cui salì alla presidenza del Comitato per la Preservazione e la Rivitalizzazione del Lakalaka.
Nel 2006 divenne principessa ereditaria, in seguito alla morte del suocero Tāufaʻāhau Tupou IV e alla conseguente salita al trono del cognato Siaosi.

### Regina delle Tonga

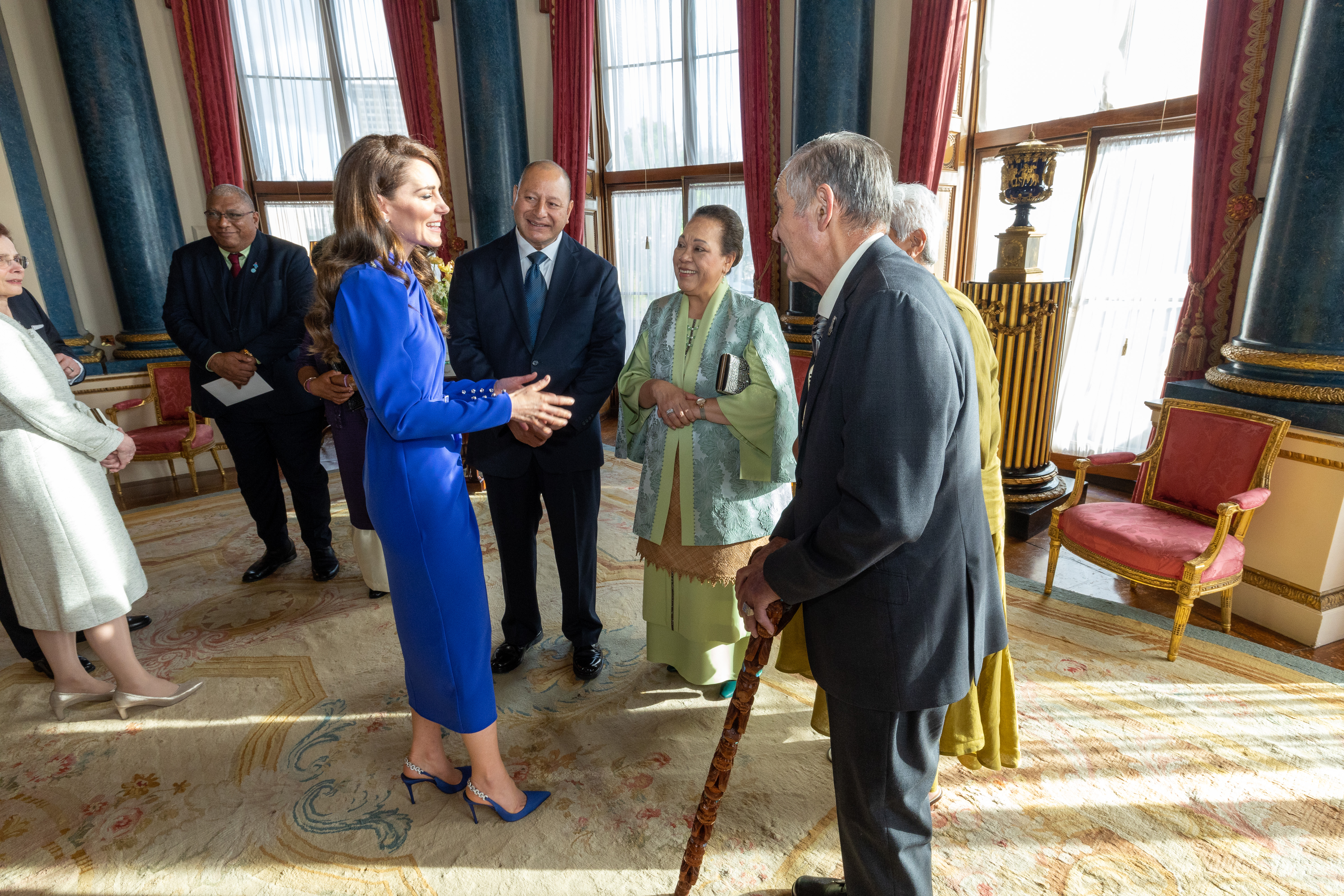
Il re e la regina durante un ricevimento a Buckingham Palace, 5 maggio 2023

Il 18 marzo 2012 è salita al trono al fianco del marito, divenuto re dopo la morte di George Tupou V.
Progettò la controversa unione matrimoniale tra il suo secondogenito, Tupoutoʻa ʻUlukalala, e sua nipote Sinaitakala Fakafanua, celebrata nello stesso anno. Con il marito è stata incoronata presso la chiesa del Centenario di Nukuʻalofa, dal reverendo Harold D'Arcy Wood il 4 luglio 2015.
Ha tenuto le redini del Queen's Charity, ente benefico operante in campo sociale, e ha diretto la fondazione dell'Her Majesty Queen Nanasipau'u Charity (HMQN Charity) nel 2020, allo scopo di supportare i membri vulnerabili della società tongana.
Nel febbraio 2014 ha accettato di ricoprire l'incarico di Pacific Patron da parte dell'associazione Make A Mark Australia (MAMA), attiva attraverso l'istruzione a favore dei bambini. Aprì il 7 aprile dello stesso anno il Practice Parliament for Women nel Faonelua Convention Centre di Nukuʻalofa, il cui obiettivo è far crescere il coinvolgimento delle donne tongane nella leadership politica.

## Cariche
- Patrona del Centro per Donne e Bambini;[4]
- Patrona dell'Associazione Cristiana delle Giovani Donne di Tonga (YWCA);[4]
- Patrona del Centro di Sensibilizzazione sull'Alcol e le Droghe (ADAC);[4]
- Patrona del Comitato delle Donne del Distretto di Hihifo;[4]
- Presidente della Queen Salote College Old Girls' Association;[4]
- Presidente del Comitato di Preservazione e Rivitalizzazione del Lakalaka;[4]
- Membro Onorario dell'Associazione di Ricerca Tongana;[4]
- Membro del Comitato Esecutivo Tongano della PPSEAWA;[4]
- Pacific Patron di Make A Mark Australia (MAMA).[13]

## Opere
- (EN, TO) Songs and Poems of Queen Sālote, con Adrienne Lois Kaeppler, Melenaite Taumoefolau, Elizabeth Wood-Ellem, Nukuʻalofa, Vavaʻu Press, 2004, ISBN 978-982-213-008-9.

## Discendenza

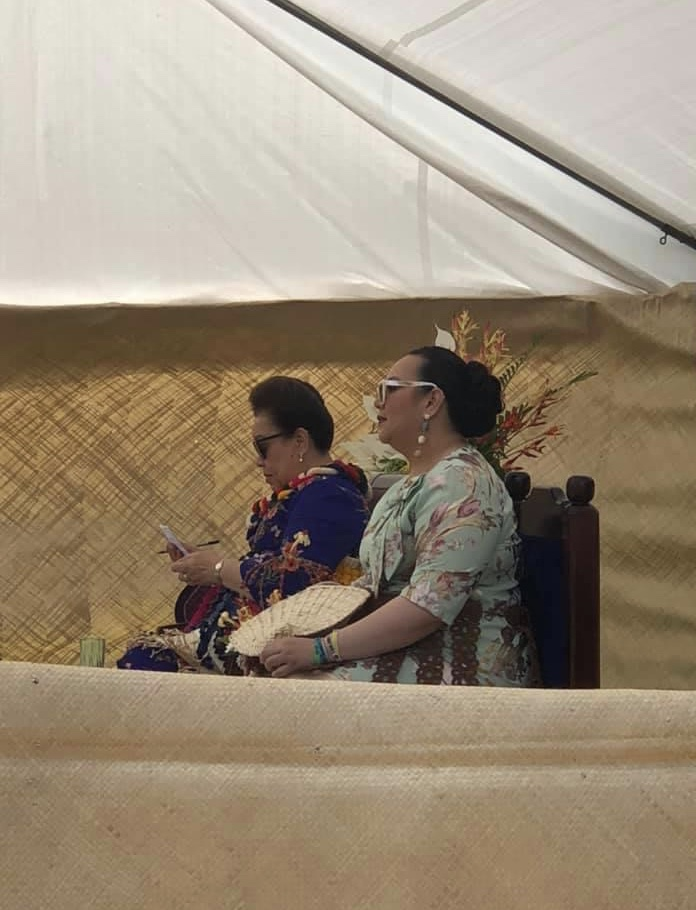
Nanasipau'u con la figlia nel 2019

Nanasipau'u Tuku'aho e Tupou VI hanno una figlia e due figli:
- Principessa Lātūfuipeka (1983);
- Principe ereditario Tupoutoʻa ʻUlukalala (1985), con la moglie Sinaitakala Fakafanua ha quattro figli;[16]
- Principe Viliami (1988).

## Titoli e trattamento
- 8 marzo 1954 - 11 dicembre 1982: Onorevole Nanasipau'u Vaea
- 11 dicembre 1982 - 11 settembre 2006: Sua Altezza Reale, la principessa Nanasipau'u delle Tonga
- 11 settembre 2006 - 18 marzo 2012: Sua Altezza Reale, la principessa ereditaria delle Tonga
- 18 marzo 2012 - attuale: Sua Maestà, la regina delle Tonga

## Ascendenza
|                                       |                                  |                                            | Genitori                       |  |  | Nonni |  |  | Bisnonni                  |  |  | Trisnonni                      |  |
|                                       |                                  |                                            |                                |  |  |       |  |  | Giorgio Tupou II di Tonga |  |  | Siaosi Fatafehi Toutaitokotaha |  |
|                                       |                                  |                                            |                                |  |  |       |  |  | Giorgio Tupou II di Tonga |  |  | Siaosi Fatafehi Toutaitokotaha |  |
|                                       |                                  | 'Elisiva Fusipala Tauki'onetuku            |                                |  |  |       |  |  | Giorgio Tupou II di Tonga |  |  |                                |  |
| Vīlai Tupou                           |                                  |                                            |                                |  |  |       |  |  | Giorgio Tupou II di Tonga |  |  |                                |  |
|                                       |                                  | Tupou Moheofo                              | 'Isileli Tupou                 |  |  |       |  |  |                           |  |  |                                |  |
|                                       |                                  | Tupou Moheofo                              | 'Isileli Tupou                 |  |  |       |  |  |                           |  |  |                                |  |
|                                       |                                  | Tupou Moheofo                              | Lavinia Veiongo Mahanga        |  |  |       |  |  |                           |  |  |                                |  |
| Barone Siaosi Tupou Vaea              |                                  | Tupou Moheofo                              |                                |  |  |       |  |  |                           |  |  |                                |  |
|                                       |                                  | Nobile Siosaia Pau'uvale Loloa'atonga Vaea | Nobile Solome Kulikefu Vaea    |  |  |       |  |  |                           |  |  |                                |  |
|                                       |                                  | Nobile Siosaia Pau'uvale Loloa'atonga Vaea | Nobile Solome Kulikefu Vaea    |  |  |       |  |  |                           |  |  |                                |  |
|                                       |                                  | Nobile Siosaia Pau'uvale Loloa'atonga Vaea | Finau Fekita                   |  |  |       |  |  |                           |  |  |                                |  |
| Tupouseini Manumatavai Vaea           |                                  | Nobile Siosaia Pau'uvale Loloa'atonga Vaea |                                |  |  |       |  |  |                           |  |  |                                |  |
|                                       |                                  | Kalolaine Tongilava                        | Filipe Taufa Tongilava         |  |  |       |  |  |                           |  |  |                                |  |
|                                       |                                  | Kalolaine Tongilava                        | Filipe Taufa Tongilava         |  |  |       |  |  |                           |  |  |                                |  |
|                                       |                                  | Kalolaine Tongilava                        | Seluvaia Tupou'uluiki          |  |  |       |  |  |                           |  |  |                                |  |
| Nanasipau'u Tuku'aho                  |                                  | Kalolaine Tongilava                        |                                |  |  |       |  |  |                           |  |  |                                |  |
|                                       | Nobile Siotame Fakatulolo Ma'afu | Nobile Finau Filimoeʻuli Ma'afu            |                                |  |  |       |  |  |                           |  |  |                                |  |
|                                       | Nobile Siotame Fakatulolo Ma'afu | Nobile Finau Filimoeʻuli Ma'afu            |                                |  |  |       |  |  |                           |  |  |                                |  |
|                                       | Nobile Siotame Fakatulolo Ma'afu | ʻAne Nanasi Kioa                           |                                |  |  |       |  |  |                           |  |  |                                |  |
| Nobile Siosaia Siotame Lausi'i Ma'afu | Nobile Siotame Fakatulolo Ma'afu |                                            |                                |  |  |       |  |  |                           |  |  |                                |  |
|                                       |                                  | Teisa Vaka Sateki                          | …                              |  |  |       |  |  |                           |  |  |                                |  |
|                                       |                                  | Teisa Vaka Sateki                          | …                              |  |  |       |  |  |                           |  |  |                                |  |
|                                       |                                  | Teisa Vaka Sateki                          | …                              |  |  |       |  |  |                           |  |  |                                |  |
| Tuputupukipulotu Lausi'i              |                                  | Teisa Vaka Sateki                          |                                |  |  |       |  |  |                           |  |  |                                |  |
|                                       |                                  | Sione Lamipeti Mafile'o                    | Sunia 'Akaveka Mafile'o        |  |  |       |  |  |                           |  |  |                                |  |
|                                       |                                  | Sione Lamipeti Mafile'o                    | Sunia 'Akaveka Mafile'o        |  |  |       |  |  |                           |  |  |                                |  |
|                                       |                                  | Sione Lamipeti Mafile'o                    | Fanetupou Vava'u               |  |  |       |  |  |                           |  |  |                                |  |
| 'Anaukihesina Lamipeti                |                                  | Sione Lamipeti Mafile'o                    |                                |  |  |       |  |  |                           |  |  |                                |  |
|                                       |                                  | 'Alilia Funakitoutai Tapueluelu            | Tevita Ta'ofikaetau Tapueluelu |  |  |       |  |  |                           |  |  |                                |  |
|                                       |                                  | 'Alilia Funakitoutai Tapueluelu            | Tevita Ta'ofikaetau Tapueluelu |  |  |       |  |  |                           |  |  |                                |  |
|                                       |                                  | 'Alilia Funakitoutai Tapueluelu            | Siutiti 'Afuha'apai Luani      |  |  |       |  |  |                           |  |  |                                |  |
|                                       |                                  | 'Alilia Funakitoutai Tapueluelu            |                                |  |  |       |  |  |                           |  |  |                                |  |